# Віорел Фрунзе
Віорел Фрунзе (рум. Viorel Frunză, нар. 6 грудня 1979, Кишинів) — молдовський футболіст, нападник клубу «Верис» та національної збірної Молдови.

## Клубна кар'єра
У дорослому футболі дебютував 1996 року виступами за команду клубу «Агро» (Кишинів), в якій провів чотири сезони, взявши участь у 61 матчі чемпіонату. 
Протягом 2000—2004 років захищав кольори команди клубу «Зімбру».
Своєю грою за останню команду привернув увагу представників тренерського штабу клубу «Васлуй», до складу якого приєднався 2004 року. Відіграв за васлуйську команду наступні два сезони своєї ігрової кар'єри.
Згодом з 2006 по 2011 рік грав у складі команд клубів «Дачія» (Кишинів), «Васлуй», «ЧФР Клуж», «Чахлеул», ПАОК, «Спартак-Нальчик», «Політехніка» (Ясси), «Атирау», «Неман» (Гродно) та «Шахтар» (Караганда).
До складу клубу «Верис» приєднався 2012 року.

## Виступи за збірну
У 2002 році дебютував в офіційних матчах у складі національної збірної Молдови. Наразі провів у формі головної команди країни 31 матч, забивши 6 голів.

## Титули і досягнення
- Володар Кубка Молдови (2):

Зімбру: 2002-03, 2003-04
- Чемпіон Казахстану (1):

Шахтар: 2011